# Leila de Lima
Leila Magistrado de Lima (née le 27 août 1959 à Iriga) est une femme d'État et avocate philippine.
Elle est présidente de la Commission philippine des droits de l'homme (en) de 2008 à 2010, puis devient ministre de la Justice entre 2010 et 2015 sous la présidence de Benigno Aquino III.
Élue sénatrice en 2016, elle s'oppose fermement au président Rodrigo Duterte en enquêtant sur les exécutions extrajudiciaires liées à sa guerre contre la drogue.
En février 2017, elle est arrêtée et emprisonnée pour des accusations de trafic de drogue, largement considérées comme politiquement motivées par des organisations internationales, dont Amnesty International et l'Union interparlementaire. Après plus de sept ans de détention, elle est finalement libérée en juin 2024 pour manque de preuves.

## Biographie
Originaire du sud-est de Luçon, divorcée avec deux enfants, Leila de Lima fait des études d’histoire et de sciences politiques à l’université de La Salle à Manille puis exerce la profession d'avocate après avoir été conseillère d'un juge de la Cour suprême et auxiliaire juridique à la Chambre des représentants,.
Entre 2008 et 2010, elle est présidente de la Commission philippine des droits de l’homme puis ministre de Justice sous le mandat de Benigno Aquino.
Leila de Lima est ensuite élue sénatrice et préside la commission d’enquête sur les meurtres extrajudiciaires jusqu'au 20 septembre 2016, date à laquelle elle en sera exclue par le Sénat, qui juge son travail comme étant « nuisible à l'image de l'archipel », alors que la commission d'enquête parvient à recueillir le témoignage d'Edgar Matobato (en), un ancien membre des escadrons de la mort selon lequel le président Rodrigo Duterte, alors maire de Davao, aurait assassiné un enquêteur du ministère de la Justice,.

## Arrestation et détention
Opposante au président Duterte, elle promeut une enquête sur les morts dues aux vigliantes (escadrons de la mort) à Davao et aux exécutions extrajudiciaires dans le cadre de la guerre contre la drogue aux Philippines, qui auraient fait entre 7 et 12 000 morts durant les premiers mois du mandat présidentiel,.
Alors que Leila de Lima est accusée par plusieurs détenus, dont Jaybee Sebastian (en), d'avoir profité du trafic de drogue dans la nouvelle prison Bilibid pour financer son élection en tant que sénatrice, ses avocats répondent que ces témoignages sont fabriqués par les criminels en échange de privilèges dans les prisons où ils sont incarcérés,,.
Le 24 février 2017, elle est arrêtée dans son bureau au Sénat où elle s'était réfugiée sous l'accusation d'avoir monté un réseau de trafic de drogue alors qu'elle était ministre de la Justice. Dans les jours précédents, Leila de Lima qualifie le président Duterte de « tueur en série psychopathe », celui-ci déclare alors qu'il « la détruirait publiquement »,.
En octobre 2020, les sénateurs Franklin Drilon, Francis Pangilinan et la sénatrice Risa Hontiveros appellent à la libération de Leila de Lima, à la suite des déclarations du Conseil de lutte contre le blanchiment d'argent (en) et de l'Agence philippine de lutte contre la drogue (en), qui attestent que la sénatrice n'est impliquée dans aucune transaction reliée au commerce de drogue à l'intérieur de la nouvelle prison Bilibid.
Le 24 juin 2024, un tribunal de première instance philippin rejette la dernière des trois accusations de complot en vue de commettre un trafic de drogue illégal, déposées contre Leila de Lima pendant la présidence de Rodrigo Duterte, invoquant des preuves insuffisantes.

## Soutiens
Selon Amnesty International, il convient de la considérer comme un prisonnier d'opinion.
L'Union interparlementaire fait savoir le 5 avril 2017 qu'elle considère comme dénuée de fondement l'inculpation de Leila de Lima en raison, entre autres, de son implication antérieure contre le trafic de drogue au sein du système pénitentiaire national et organise une mission aux Philippines, qui conclut que rien ne justifie sa détention. Le 18 octobre 2018, l'Union interparlementaire réitère son appel à libérer la sénatrice. Elle reçoit également le soutien du Parlement européen, qui appelle à sa libération dans un texte adopté le 16 mars 2017.
En 2019, les États-Unis interdisent l'entrée du pays aux membres du gouvernement philippin qui, selon le département d'État, seraient impliqués dans l'arrestation de Leila de Lima. Les lecteurs du Financial Time la désignent comme l'une des seize femmes les plus influentes de l'année.
Le 24 février 2021, jour du 4e anniversaire de son arrestation, le Haut-Commissariat des Nations unies aux droits de l'homme (HCDH) renouvelle son appel à libérer la sénatrice.